# Bao’en-Tempel von Pingwu
Der Bao’en-Tempel von Pingwu (chinesisch 平武報恩寺 / 平武报恩寺, Pinyin Píngwǔ Bào’ēn sì, englisch Bao’en Temple in Pingwu) bzw. das Bao’en-Kloster von Pingwu ist ein buddhistischer Klosterkomplex aus dem 15. Jahrhundert, der Zeit der Ming-Dynastie (1368–1644), in Nordwest-Sichuan in der Volksrepublik China. Er wurde von dem Gouverneur von Pingwu, Wang Xi 王玺, zwischen 1440 und 1460 erbaut. Er ist berühmt für seine glasierten Dachziegel, wie sie auch in der Kaiserlichen Stadt in Peking verwendet wurden.

„Als Symbol seiner Dankbarkeit gegenüber dem Kaiser dafür, dass dieser ihm erlaubt hatte, einen solch großen Tempel zu errichten, benannte Wang Xi den Tempel ‚Bao’en‘, was bedeutet, ‚eine Dankesschuld einlösen‘.“

Mit einer Größe von 278 mal 100 Metern ist er einer der größten buddhistischen Tempel in Sichuan. Er wurde bei dem schweren Erdbeben von 2008 stark beschädigt.
Die Anlage umfasst die Haupthalle, Pavillons, Tianwang-Halle, Dabei-Halle (mit einer tausendarmigen Avalokitesvara-Statue) und Huayan-Halle (nach dem Avatamsaka-Sutra („Blumengirlanden-Sutra“) benannt) mit einer drehbaren Sutrenbibliothek von 1443. Die Arbeiten an den Wandmalereien, Skulpturen und andere ornamentale Details waren 1460 abgeschlossen.
Die Dabei-Halle hat doppelte Dachtraufen. Darunter wurden Gruppen hölzerner Ochsenkopfkapitelle (dougong) platziert, eine Ansammlung von Blöcken und Armen (bzw. Konsolen), die das Dach der Halle tragen. Achtundvierzig verschiedene Typen und mehr als zweitausendzweihundert solcher dougong tragen und zieren die Konstruktion des Bao’en-Tempel-Komplexes, weshalb er von Experten auch als „Dougong-Museum“ bezeichnet wird. Die Haupthalle ist das bedeutendste Gebäude; sie ist mit schwarzen und grünen glasierten Dachziegeln bedeckt.
In der Mitte der Dabei-Halle befindet sich eine goldene, aus einem Nanmu-Baum geschnitzte Guanyin (Göttin der Barmherzigkeit)-Statue. Die Figur ist neun Meter hoch und hat tausendundvier fächerartig hinter sich ausgebreitete Hände. Im Zentrum der Huayan-Halle steht die große oktogonale Holzkonstruktion der drehbaren Bücherregale der Sutrenbibliothek.
Der Bao’en-Tempel von Pingwu (Pingwu Bao’en si) steht seit 1996 auf der Liste der Denkmäler der Volksrepublik China (4-156).